# Martin Lojek
Martin Lojek (* 19. August 1985 in Brno, Tschechoslowakei) ist ein tschechischer Eishockeyspieler, der seit 2023 in der vierten tschechischen Spielklasse beim  HC Hlinsko unter Vertrag steht. Zuvor war er von 2008 bis 2014 beim HC Oceláři Třinec in der Extraliga aktiv und gewann mit diesem 2011 die tschechische Meisterschaft. Zudem absolvierte er 156 Partien in der American Hockey League für die Rochester Americans sowie 5 Partien in der National Hockey League für die Florida Panthers.

## Karriere
Martin Lojek begann seine Karriere als Eishockeyspieler beim HC Žďár nad Sázavou, eher 2000 in die Nachwuchsabteilung des HC Pardubice wechselte. Für Pardubice war er bis 2002 in der U18- und U20-Extraliga aktiv. Anschließend spielte er drei Jahre lang für das Brampton Battalion, das ihn beim CHL Import Draft 2002 als Gesamtsiebten gezogen hatte, in der kanadischen Juniorenliga Ontario Hockey League. In diesem Zeitraum wurde er im NHL Entry Draft 2003 in der vierten Runde als insgesamt 105. Spieler von den Florida Panthers ausgewählt. Von 2005 bis 2008 stand der Verteidiger allerdings nur in fünf Spielen für die Panthers in der National Hockey League auf dem Eis, während er die restliche Zeit bei deren Farmteams Florida Everblades aus der ECHL und Rochester Americans aus der American Hockey League verbrachte.
Zur Saison 2008/09 kehrte Lojek in seine tschechische Heimat zurück, wo er einen Vertrag beim HC Oceláři Třinec aus der Extraliga erhielt. Seine erste Spielzeit nach seiner Rückkehr beendete er jedoch als Leihspieler bei seinem Ex-Klub HC Pardubice. In der Saison 2010/11 gewann er mit dem HC Oceláři Třinec den tschechischen Meistertitel.
Im Januar 2014 wurde Lojek an die Piráti Chomutov ausgeliehen, mit denen er die Extraliga-Relegation bestritt. Anschließend folgte eine Saison beim slowakischen Club MHC Martin, ehe er zu seinem Heimatverein zurückkehrte, für den er – mit einer Saison Unterbrechung – bis in der dritten tschechischen Spielklasse spielte. Seit 2023 spielt er in der vierten tschechischen Spielklasse beim  HC Hlinsko.

### International
Für Tschechien nahm Lojek im Juniorenbereich an der U20-Junioren-Weltmeisterschaft 2005 teil. Im Seniorenbereich stand er 2011 im Aufgebot seines Landes bei der Euro Hockey Tour.

## Erfolge und Auszeichnungen
- 2011 Tschechischer Meister mit dem HC Oceláři Třinec

## Karrierestatistik
(Legende zur Spielerstatistik: Sp oder GP = absolvierte Spiele; T oder G = erzielte Tore; V oder A = erzielte Assists; Pkt oder Pts = erzielte Scorerpunkte; SM oder PIM = erhaltene Strafminuten; +/− = Plus/Minus-Bilanz; PP = erzielte Überzahltore; SH = erzielte Unterzahltore; GW = erzielte Siegtore; 1 Play-downs/Relegation; Kursiv: Statistik nicht vollständig)